# 梨树镇 (毕节市)
梨树镇，是中华人民共和国贵州省毕节市七星关区下辖的一个乡镇级行政单位。

## 行政区划
梨树镇下辖以下地区：
梨树村、二堡村、水牛屯村、保河村、小屯村、上小河村、车坝村、新寨村、廖家村、红光村、甘河村、平乡村和联合村。